# اشیوا سنت اومر
اشیوا سنت اومر (به انگلیسی: Eschiva of Saint Omer)؛ مرگ ۱۲۶۵) شاهزاده جلیل براساس سو یوره در میان سال‌های ۱۲۴۰ تا ۱۲۴۷ میلادی بود. اشیوا همچنین دختر رالف سنت اومر، یکی از گزینه‌های ازدواج با ایزابلا، ملکه اورشلیم و آگنس د گرنیر، دختر ارباب صیدا، و همچنین همسر اودو مونبلیار یکی از بارون‌های پادشاهی اورشلیم بود.